# Prix révélation
Le prix révélation est un prix décerné au Festival international de la bande dessinée d'Angoulême récompensant, selon ses formules, un jeune auteur ou un premier album publié en français chez un éditeur important. Le nom de cette récompense a changé à plusieurs reprises, prenant son nom actuel en 2010.
Actuellement, ce prix distingue l’œuvre d’un auteur en début de parcours artistique, dont la bibliographie professionnelle ne peut compter plus de trois ouvrages. 

## Historique
Ce prix est décerné dès la première édition du festival sous le nom de « prix du meilleur espoir ». Il devient l'« Alfred de l'espoir » en 1981 puis l'« Alfred du meilleur premier album » l'année suivante. En 1989, comme pour tous les autres prix, son nom change, et il devient l'« Alph-Art coup de cœur ». En 2003, la notion de « meilleur premier album » est réintroduite, en 2005, l'Alph-Art est supprimé. Le prix s'appelle alors « prix du premier album ». En 2007, en vertu de la réorganisation des prix, le prix est remplacé par un label « révélation » accordé au meilleur premier album figurant dans la sélection des cinquante meilleurs albums de l'année. En 2010, à la suite d'une nouvelle réorganisation des prix en « Fauves d'Angoulême », la récompense prend le nom de « prix révélation ». 
L'âge médian de réception de ce prix est de 30 ans. Cependant, depuis 2006, quatre auteurs d'une quarantaine d'années ont été récompensés, et en 2014 un de 54 ans et un de 62 ans.

## Liste des auteurs récompensés
| Année | Auteur(s) récompensé(s)        | Pays                                           | Album récompensé                                           | Maison d'édition                    | Nom du prix                    |
| ----- | ------------------------------ | ---------------------------------------------- | ---------------------------------------------------------- | ----------------------------------- | ------------------------------ |
| 1974  | Alfredo Chiappori              |                                                |                                                            |                                     | Prix du meilleur espoir        |
| 1975  | Annie Goetzinger               |                                                |                                                            |                                     | Prix du meilleur espoir        |
| 1976  | Jean-Claude Gal                |                                                |                                                            |                                     | Prix du meilleur espoir        |
| 1977  | Régis Franc                    |                                                |                                                            |                                     | Prix du meilleur espoir        |
| 1978  | Christian Binet                | Les Bidochon                                   | AUDIE                                                      |                                     | Prix du meilleur espoir        |
| 1979  | Jean-Pierre Gibrat (dessin)    | Goudard t. 1 : Dossier Goudard                 | Éditions du Square                                         |                                     | Prix du meilleur espoir        |
| 1979  | Jackie Berroyer (scénario)     | Goudard t. 1 : Dossier Goudard                 | Éditions du Square                                         |                                     | Prix du meilleur espoir        |
| 1980  | Marc Wasterlain                |                                                | Docteur Poche                                              | Dupuis                              | Prix du meilleur espoir        |
| 1981  | Daniel Goossens                |                                                | La Vie d'Einstein                                          | AUDIE                               | Alfred de l'espoir             |
| 1985  | Baru                           | Quéquette Blues                                | Dargaud                                                    | Alfred du meilleur premier album    |                                |
| 1986  | Jean-Claude Götting            | Crève-cœur                                     | Futuropolis                                                | Alfred du meilleur premier album    |                                |
| 1987  | Denis Frémond                  | Jo Engo t. 1 : La Grande Fièvre                | Albin Michel                                               | Alfred du meilleur premier album    |                                |
| 1988  | Gilles Gonnort (scénario)      | Le Soleil des loups                            | Vents d'Ouest                                              | Alfred du meilleur premier album    |                                |
| 1988  | Arthur Qwak (dessin)           | Le Soleil des loups                            | Vents d'Ouest                                              | Alfred du meilleur premier album    |                                |
| 1989  | Dupuy-Berberian                | Le Journal d'Henriette                         | AUDIE                                                      | Alph-Art coup de cœur               |                                |
| 1990  | Alain Garrigue (dessin)        | Séjour en Afrique                              | Rackham                                                    | Alph-Art coup de cœur               |                                |
| 1990  | Jean-Luc Coudray (scénario)    | Séjour en Afrique                              | Rackham                                                    | Alph-Art coup de cœur               |                                |
| 1991  | Marc-Antoine Mathieu           | Julius Corentin Acquefacques, t. 1 : L'Origine | Delcourt                                                   | Alph-Art coup de cœur               |                                |
| 1992  | Fabrice Lamy (dessin)          | Trio Grande, t. 1 : Adios, Palomita            | Delcourt                                                   | Alph-Art coup de cœur               |                                |
| 1992  | Olivier Vatine (scénario)      | Trio Grande, t. 1 : Adios, Palomita            | Delcourt                                                   | Alph-Art coup de cœur               |                                |
| 1992  | Alain Clément (scénario)       | Trio Grande, t. 1 : Adios, Palomita            | Delcourt                                                   | Alph-Art coup de cœur               |                                |
| 1993  | Jean-Philippe Stassen (dessin) |                                                | Le Bar du vieux Français t. 1                              | Alph-Art coup de cœur               | Dupuis                         |
| 1993  | Denis Lapière (scénario)       |                                                | Le Bar du vieux Français t. 1                              | Alph-Art coup de cœur               | Dupuis                         |
| 1994  | Lewis Trondheim                |                                                | Slaloms                                                    | Alph-Art coup de cœur               | L'Association                  |
| 1995  | Fabrice Lebeault               | Horologiom t. 1 : L'Homme sans clef            | Delcourt                                                   | Alph-Art coup de cœur               |                                |
| 1996  | Fabio                          | L'Œil du chat                                  | Le Seuil                                                   | Alph-Art coup de cœur               |                                |
| 1997  | Fabrice Neaud                  | Journal, t. 1 : février 1992 - septembre 1993  | Ego comme X                                                | Alph-Art coup de cœur               |                                |
| 1998  | Emmanuel Guibert (dessin)      | La Fille du professeur                         | Dupuis                                                     | Alph-Art coup de cœur               |                                |
| 1998  | Joann Sfar (scénario)          | La Fille du professeur                         | Dupuis                                                     | Alph-Art coup de cœur               |                                |
| 1999  | Christophe Chabouté            | Quelques jours d'été                           | Paquet                                                     | Alph-Art coup de cœur               |                                |
| 2000  | Christophe Blain               | Le Réducteur de vitesse                        | Dupuis                                                     | Alph-Art coup de cœur               |                                |
| 2001  | Marjane Satrapi                | Persepolis, t. 1                               | L'Association                                              | Alph-Art coup de cœur               |                                |
| 2002  | Matthieu Blanchin              | Le Val des ânes                                | Ego comme X                                                | Alph-Art coup de cœur               |                                |
| 2003  | Matthieu Bonhomme              | L'Âge de raison                                | Carabas                                                    | Alph-Art du meilleur premier album  |                                |
| 2004  | Renaud Dillies                 | Betty Blues                                    | Paquet                                                     | Alph-Art du meilleur premier album  |                                |
| 2005  | Alex Robinson                  |                                                | De mal en pis                                              | Rackham                             | Prix du meilleur premier album |
| 2006  | Clément Oubrerie (dessin)      |                                                | Aya de Yopougon, t. 1                                      | Gallimard                           | Prix du meilleur premier album |
| 2006  | Marguerite Abouet (scénario)   |                                                | Aya de Yopougon, t. 1                                      | Gallimard                           | Prix du meilleur premier album |
| 2007  | Ruppert et Mulot               |                                                | Panier de singe                                            | L'Association                       | Essentiel « révélation »       |
| 2008  | Isabelle Pralong               | L'Éléphant                                     | Vertige Graphic                                            |                                     | Essentiel « révélation »       |
| 2009  | Bastien Vivès                  | Le Goût du chlore                              | Casterman                                                  |                                     | Essentiel « révélation »       |
| 2010  | Camille Jourdy                 | Rosalie Blum, t. 3 : Au hasard Balthazar !     | Actes Sud BD                                               | Fauve d'Angoulême - prix révélation |                                |
| 2011  | Élodie Durand                  | La Parenthèse                                  | Delcourt                                                   | Fauve d'Angoulême - prix révélation |                                |
| 2011  | Ulli Lust                      |                                                | Trop n'est pas assez                                       | Fauve d'Angoulême - prix révélation | Çà et là                       |
| 2012  | Gilles Rochier                 |                                                | TMLP. Ta mère la pute                                      | Fauve d'Angoulême - prix révélation | 6 Pieds sous terre             |
| 2013  | Jon McNaught                   |                                                | Automne                                                    | Fauve d'Angoulême - prix révélation | Nobrow                         |
| 2014  | Peter Blegvad                  |                                                | Le Livre de Léviathan                                      | Fauve d'Angoulême - prix révélation | L'Apocalypse                   |
| 2014  | Derf Backderf                  | Mon ami Dahmer                                 | Çà et là                                                   | Fauve d'Angoulême - prix révélation |                                |
| 2015  | Lisa Lugrin                    |                                                | Yékini, le roi des arènes                                  | Fauve d'Angoulême - prix révélation | FLBLB                          |
| 2015  | Clément Xavier                 |                                                | Yékini, le roi des arènes                                  | Fauve d'Angoulême - prix révélation | FLBLB                          |
| 2016  | Pietro Scarnera                |                                                | Une étoile tranquille : Portrait sentimental de Primo Levi | Fauve d'Angoulême - prix révélation | Rackham                        |
| 2017  | Ancco                          |                                                | Mauvaises filles                                           | Fauve d'Angoulême - prix révélation | Cornélius                      |
| 2018  | Nick Drnaso                    |                                                | Beverly                                                    | Fauve d'Angoulême - prix révélation | Presque lune                   |
| 2019  | Émilie Gleason                 |                                                | Ted drôle de coco                                          | Fauve d'Angoulême - prix révélation | Atrabile                       |
| 2020  | Joe Kessler                    |                                                | Lucarne                                                    | Fauve d'Angoulême - prix révélation | L'Association                  |
| 2021  | Maurane Mazars                 |                                                | Tanz!                                                      | Fauve d'Angoulême - prix révélation | Le Lombard                     |
| 2022  | Camille Lavaud Benito          |                                                | La Vie souterraine                                         | Fauve d'Angoulême - prix révélation | Les Requins Marteaux           |
| 2023  | Linnea Sterte                  |                                                | Une rainette en automne                                    | Fauve d'Angoulême - prix révélation | Éditions de la Cerise          |
| 2024  | Matthieu Chiara                |                                                | L'Homme gêné                                               | Fauve d'Angoulême - prix révélation | Éditions de l'Agrume           |
| 2025  | Camille Plotte                 |                                                | Ballades                                                   | Fauve d'Angoulême - prix révélation | Atrabile                       |